# Something (песня Андрюса Появиса)
«Something» (в переводе с англ. Что-то) — песня литовского певца Андрюса Появиса, с которой он представил свою страну на «Евровидении-2013». Автором песни является сам Андрюс Появис.
По словам музыканта, мысль написать композицию пришла ему в голову, когда летом 2012 года он вернулся из Италии в родной город Юрбаркас. Он залез на чердак своего дома, где и написал песню.
Чтобы стать участником Евровидения, литовскому певцу пришлось пройти квалификационный раунд, полуфинал, финал и суперфинал национального отбора. Примечателен тот факт, что в квалификационном раунде и полуфинале песня заняла последние проходные места (третье и четвёртое соответственно), поэтому победа Появиса в финале литовского отбора была неожиданной. В финале, который прошёл 20 декабря 2012 года, песня получила высший балл от жюри, заняла третье место по результатам голосования телезрителей, и по сумме баллов заняла первое место.
На конкурсе «Евровидение-2013» песня Андрюса Появиса набрала 17 баллов и заняла итоговое 22-е место.